# 350838 Gorelysheva
350838 Gorelysheva este o planetă minoră (asteroid) din Outer Main Belt⁠(d). A fost descoperită pe 27 octombrie 2011 la Spețialnaia astrofiziceskaia observatoria RAN⁠(d) de Timoer Valerievitsj Krjatsjko⁠(d). 
Obiectul prezintă o orbită caracterizată de o semiaxă mare de 3,2556696787504 UAi, o excentricitate de 0,02, o înclinație de 15,5 ° în raport cu ecliptica.